# Psettina iijimae
 Psettina iijimae és un peix teleosti de la família dels bòtids i de l'ordre dels pleuronectiformes.

## Morfologia
Pot arribar als 8,5 cm de llargària total.

## Distribució geogràfica
Es troba a les costes del sud del Japó, sud d'Indonèsia i nord-oest d'Austràlia.